# 리후역
리후역(일본어: 利府駅)은 일본 미야기현 미야기군 리후정에 있는 동일본 여객철도 도호쿠 본선 (리후 지선)의 역이다. 상대식 승강장 2면 2선의 구조를 지닌 지상역이다. 과거에는 모리오카 쪽으로 선로가 연결되어 있었으나 선로 이설로 인해 끊어져 지선의 종착역이 되었다.

## 타는 곳
| 1 · 2 | ■ 리후 지선 |  | 이와키리 · 센다이 · 이와누마 방면 |

## 이용 현황
| 연도     | 하루 평균 승차 인원 | 연도     | 하루 평균 승차 인원 |
| 2000년도 | 2,429               | 2006년도 | 2,616               |
| 2001년도 | 2,443               | 2007년도 | 2,582               |
| 2002년도 | 2,624               | 2008년도 | 2,596               |
| 2003년도 | 2,616               | 2009년도 | 2,579               |
| 2004년도 | 2,649               | 2010년도 | 2,563               |
| 2005년도 | 2,703               |          |                     |
| -------- | ------------------- | -------- | ------------------- |

## 역 주변
- 이온몰 리후
- 다테야마 공원
- 미야기 현 종합운동공원
- 리후 성터
- 리후 정청
- 산리쿠 자동차도 리후나카 나들목 · 리후시오가마 나들목

## 인접 정차역
| 도호쿠 본선          | 도호쿠 본선 | 도호쿠 본선 |
| -------------------- | ----------- | ----------- |
| 신리후 이와키리 방면 | ■ 리후 지선 | 시·종착역   |